# Sở thú Stropkov
Công viên động vật Stropkov, hay Sở thú Stropkov (tiếng Slovak: Park zvierat Stropkov, hay Zoologická záhrada Stropkov) là một sở thú (vườn thú) ở thị trấn Stropkov, vùng Prešov, Slovakia. Khu phức hợp công viên và sở thú này được thành lập vào năm 1984, dựa trên sáng kiến của cư dân địa phương. Hiện nay, nơi đây có hơn 200 động vật thuộc hơn 60 loài (chim, động vật có vú và bò sát). Ngoài ra, công viên cũng có nhiều loại thực vật quý hiếm, cây xanh và cây bụi.
Khu phức hợp này là một trong những nơi tuyệt vời để trẻ em học hỏi, thư giãn và tận hưởng thời gian rảnh rỗi cùng với gia đình. Đây cũng có thể là một nơi lý tưởng để người lớn hẹn hò và chiêm ngắm vẻ đẹp của tự nhiên. Một số cơ sở và chương trình tham quan đáng chú ý trong công viên động vật Stropkov gồm:
- Khu cáp treo
- Đài phun nước và thác nước
- Cho một số loài động vật ăn
- Tự do chụp ảnh và quay phim
- Sân chơi và các thiết bị giải trí dành cho trẻ em (băng chuyền, khung leo núi, bowling, xích đu)
- Cưỡi ngựa
- Triển lãm về các dụng cụ nông trại cũ
- Dịch vụ dành cho người tàn tật.